# 4504 Jenkinson
A 4504 Jenkinson (ideiglenes jelöléssel 1989 YO) a Naprendszer kisbolygóövében található aszteroida. Robert H. McNaught fedezte fel 1989. december 21-én.